# Loris (South Carolina)
Loris is een plaats (city) in de Amerikaanse staat South Carolina, en valt bestuurlijk gezien onder Horry County.

## Demografie
Bij de volkstelling in 2000 werd het aantal inwoners vastgesteld op 2079.
In 2006 is het aantal inwoners door het United States Census Bureau geschat op 2290, een stijging van 211 (10,1%).

## Geografie
Volgens het United States Census Bureau beslaat de plaats een oppervlakte van
8,1 km², geheel bestaande uit land. Loris ligt op ongeveer 33 m boven zeeniveau.

## Plaatsen in de nabije omgeving
De onderstaande figuur toont nabijgelegen plaatsen in een straal van 32 km rond Loris.